# Trimellitsäure
Trimellitsäure, auch Trimellithsäure ist neben der Hemimellitsäure (1,2,3-Benzoltricarbonsäure) und der Trimesinsäure (1,3,5-Benzoltricarbonsäure) eines der drei möglichen Stellungsisomere der Benzoltricarbonsäuren und wichtiger Grundstoff zur Synthese von Lackharzen, Weichmachern, Polyestern, Zusatz zu Epoxidharzen, Farbstoffen usw.

## Anwendung und Eigenschaften
Trimellitsäure selbst hat als Rohstoff im Handel geringere Bedeutung als das leicht aus ihr zu bildende 1,2-Anhydrid, (Trimellitsäureanhydrid, TMA), welches üblicherweise an ihrer Stelle verwendet wird. Typischerweise werden die Säuregruppen verestert. Die in 1,2-Stellung stehenden Säuregruppen bzw. die entsprechende Anhydridgruppe werden aber auch zur Imidbildung genutzt. Die drei Carbonsäuregruppen sind außerdem zur Komplexbildung an Metallen befähigt. Neben den vielfältigen Einsatzmöglichkeiten ist als Besonderheit die Verwendung zur Herstellung extrem hitzebeständiger Polymere wie Polyesterimide und Polyamidimide zu nennen.
Bei der Herstellung von Weichmachern als Kunststoffzusatz aber auch bei Polymeren aus Trimellitsäure sind Restbestandteile an Trimellitsäure oder Trimellitsäureanhydrid von Bedeutung, insbesondere bei Lebensmittelkontakt. Die Grenzwerte für Migration beider Verbindung liegen bei 5 mg·kg−1. Beim Umgang mit Trimellitsäure und deren Anhydrid ist Vorsicht geboten, besonders das Anhydrid wirkt stark ätzend auf Augen und Schleimhäute.
Der CD50-Wert liegt bei 3157 g·kg−1.

## Herstellung
Als Ausgangsmaterial wird das in der Petrochemie anfallende Pseudocumol (1,2,4-Trimethylbenzol) durch katalytische Oxidation der Methylgruppen in Trimellitsäure überführt. Es gibt diverse Verfahren mit Oxidation durch Chromschwefelsäure als auch die Luftoxidation in Gegenwart von Metallkatalysatoren. Ältere Verfahren zur Herstellung beschreiben die Oxidation von Kolophonium mit Salpetersäure. Der Stand der Technik findet sich in der Patentliteratur.